# Fletschhorn
Le Fletschhorn est un sommet des Alpes valaisannes culminant à une altitude de 3 986 mètres entre la vallée de Saas et le col du Simplon.

## Géographie

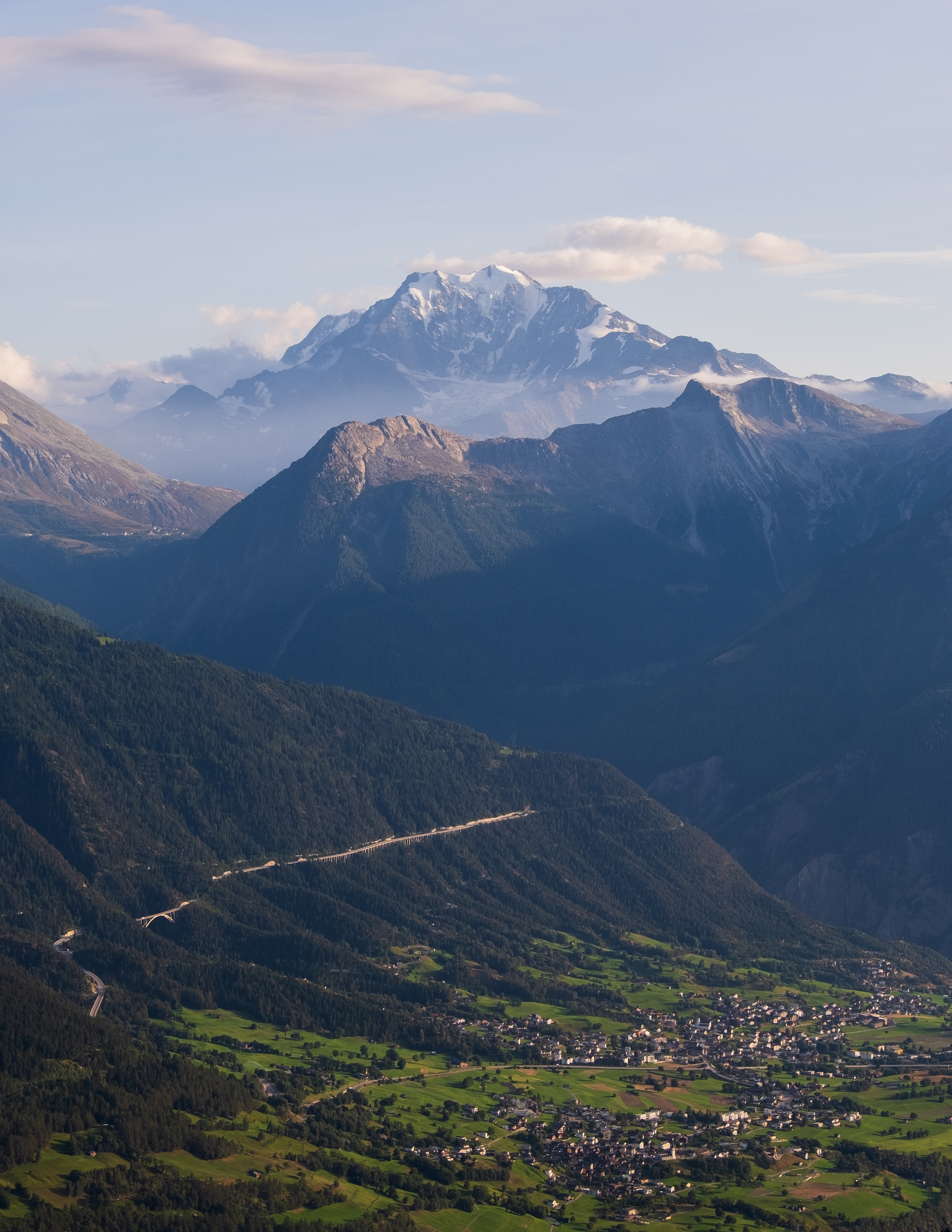
Le Fletschhorn et Ried-Brig vus depuis Riederalp.

Le Fletschhorn se dresse entre la vallée de Saas à l'ouest et la dépression du Simplon à l'est.
Son sommet émerge d'une vaste étendue glaciaire, source des glaciers de Trift, de Gruben, de Mattwald et de Rossboden. Il forme un massif de trois sommets avec le Lagginhorn (4 010 m) et le Weissmies (4 023 m), à l'est de la vallée de Saas.
Les rochers du Fletschhorn sont constitués de gneiss.

## Histoire
La première ascension fut réalisée par J. D. James et son guide de montagne Ambros Supersaxo en juillet 1889. 
La face Nord a été conquise par Émile-Robert Blanchet avec les guides Oskar Supersaxo et Kaspar Mooser le 25 juillet 1927.
Il avait été établi que le Fletschhorn faisait partie des sommets de plus de 4 000 mètres d'altitude. Karl Blodig qui, le premier, avait gravi tous les sommets de plus de 4 000 mètres selon le décompte d'alors, gravit également ce sommet en 1900. En 1950 de nouvelles mesures établirent l'altitude correcte.

## Alpinisme

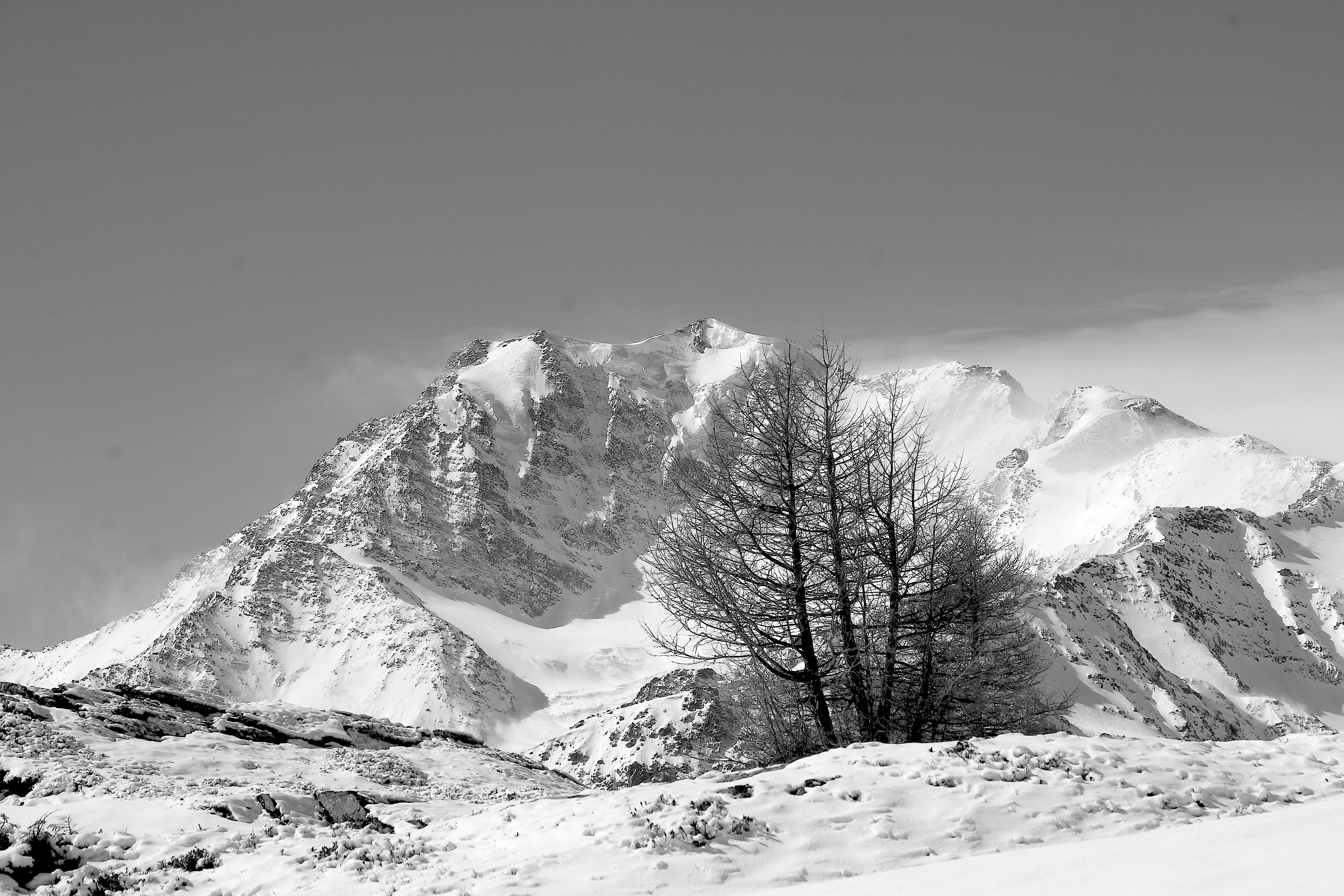
Fletschhorn

Le tour usuel pour son ascension débute à la Weissmieshütte à une altitude de 2 726 mètres. Ce refuge peut être atteint par le téléphérique de Saas Grund jusqu'à l'altitude de 2 400 mètres. De là, les deux autres sommets peuvent être gravis.
Il est accessible en ski alpinisme depuis la station intermédiaire de Kreuzboden ou depuis la station d'altitude de Hohsaas.